# Hermann Umgelter

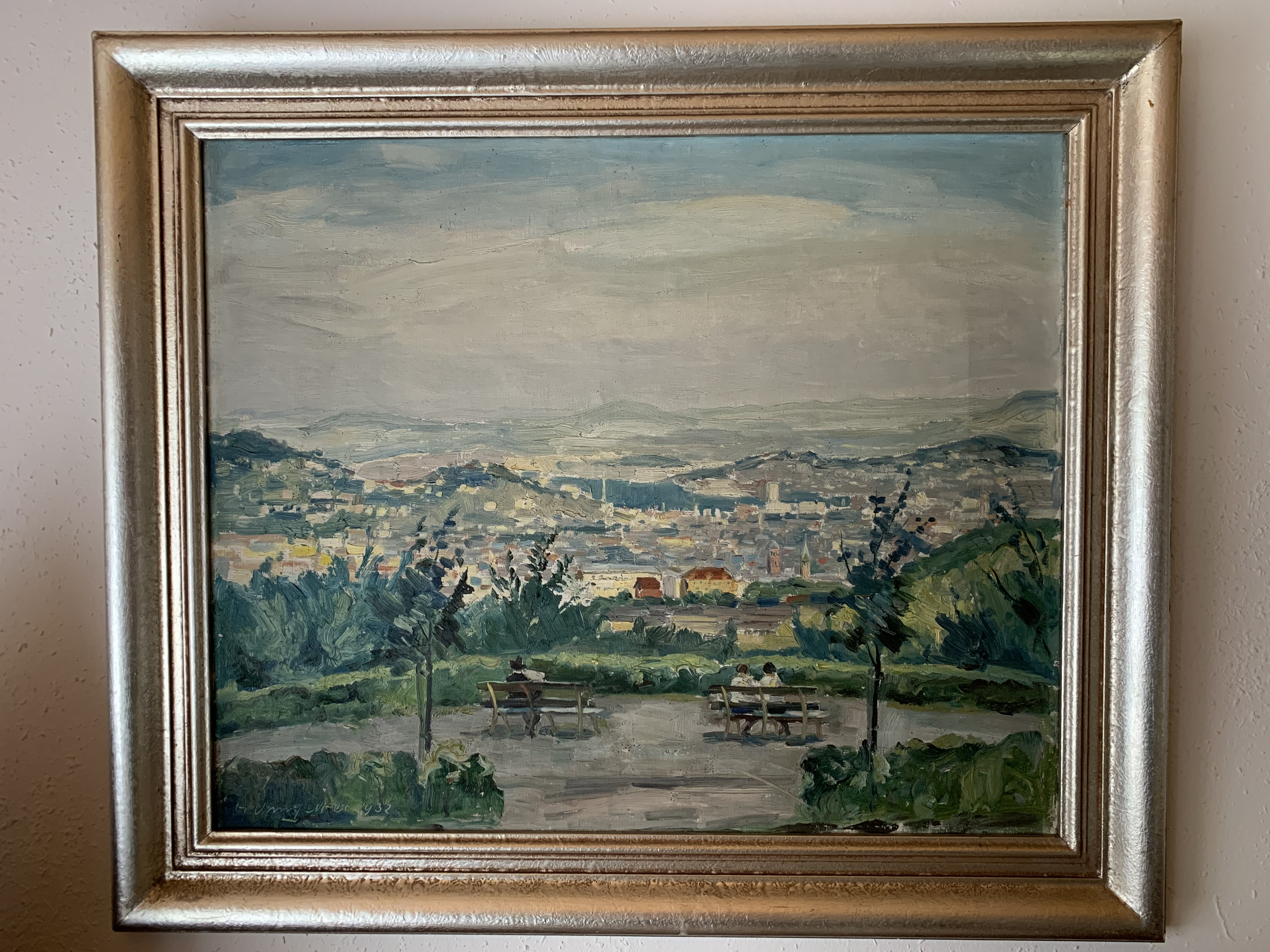
Stuttgart, Ansicht vom Birkenkopf her, 1932, Privatbesitz

Hermann Ludwig Umgelter (* 28. Februar 1891 in Botnang; † 24. Juli 1962 in Stuttgart) war ein deutscher Maler. Er bildete vorwiegend Landschaften im Bereich seiner schwäbischen Heimat ab, daneben fertigte er Stillleben, Tierbilder und Porträts an.

## Leben
Hermann Umgelter wurde als Sohn des Drechslers und Tierpräparators Gustav Adolf Umgelter in Botnang geboren. Er besuchte die Bürgerschule in Stuttgart und absolvierte eine Lehre als Dekorations- und Theatermaler. Sein Studium an der Kunstgewerbeschule in München brach er ab.
1910 reiste er zu Fuß erstmals nach Italien. Nach seiner Rückkehr wurde er 1911 zum Militärdienst bei der Kaiserlichen Marine in Wilhelmshaven eingezogen. Protegiert durch den Einfluss von Herzogin Wera von Württemberg konnte er sich auch der Malerei ostfriesischer Landschaften und dem Malen von Porträts widmen und den Ersten Weltkrieg unverletzt überstehen.
In die schwäbische Heimat zurückgekehrt, war Umgelter ein erfolgreicher Maler, der von seinen Gemälden leben konnte. Prominente Förderer wie Robert Bosch und Arnulf Klett kauften seine Bilder. Ansichten von Stuttgart und Landschaftsbilder von der Schwäbischen Alb waren seine meistverkauften Motive. Der Württembergische Kunstverein und die Staatsgalerie Stuttgart stellten seine Werke aus. 1929 wurde er Mitglied des Ausstellerverbands Künstlerbund Stuttgart. Ein Gemälde für die Münchner Kunstausstellung wurde 1937 als zu modern abgelehnt. Auch sonst hielt er sich von den großen deutschen Ausstellungen fern.
Hermann Umgelter heiratete 1915 Marie Heller aus Magstadt. Aus der Ehe gingen zwei Söhne (Harry und Edgard) hervor. Er starb mit 71 Jahren in Stuttgart. Der Umgelterweg in Stuttgart-Botnang ist nach ihm benannt.

## Ausstellungen
- Kunst aus Württemberg – Hermann Umgelter, Kronprinzenpalais Stuttgart, März 1941.[1]